# Icing

Beispiele für Icing

Icing ist ein Begriff im Eishockey und wird im Deutschen mit „Unerlaubter Befreiungsschuss“, „Unerlaubter Befreiungsschlag“ oder „Unerlaubter Weitschuss“ übersetzt. „Unerlaubter Befreiungsschuss“ ist dabei der Begriff, der in der offiziellen Übersetzung der IIHF-Regeln verwendet wird.

## Definition
Wenn ein Spieler aus der eigenen Spielhälfte (inklusive der Mittellinie) den Puck über die verlängerte Torlinie schießt, schlägt oder ablenkt, nennt man dies Icing (IIHF-Regel 460). Dabei ist allerdings die Position des Pucks bei der Schussabgabe ausschlaggebend und nicht die Position des Spielers selbst. Nach den internationalen Regeln der IIHF pfeift ein Linienrichter das Spiel in einem solchen Fall sofort nach Überschreiten des Pucks über die Torlinie ab. Diese Regel-Anwendung wird auch „No-Touch-Icing“ oder „Automatic Icing“ genannt. Als Folge eines Icings gibt es ein Bully im Verteidigungsdrittel der für das Icing verantwortlichen Mannschaft sowie ein Wechselverbot für das verantwortliche Team während der Unterbrechung.
Wird zu Unrecht auf Icing entschieden und dies korrigiert, so findet ein Bully am Anspielpunkt in der Spielfeldmitte statt (IIHF-Regel 440).

## Ausnahmen
Nach den Regeln der IIHF liegt kein Icing vor, wenn
- durch den Weitschuss ein Tor erzielt wird.
- der Weitschuss in Unterzahl erfolgt.
- der Puck vor dem Überschreiten der verlängerten Torlinie einen gegnerischen Spieler oder den Torwart am Körper, an den Schlittschuhen oder am Stock berührt.
- der Weitschuss direkt vom Bully aus erfolgt.
- nach Meinung des Linienrichters ein Spieler des gegnerischen Teams (mit Ausnahme des Torwarts) den Puck vor Überschreiten der verlängerten Torlinie hätte spielen können.
- der Torwart bei einer Icing-Situation seinen Torraum verlässt oder sich der Torwart außerhalb seines Torraums befindet und zum Puck hin bewegt.

Seit der Saison 2006/07 gilt der Torraum nicht mehr als „Icing aufhebend“.

## Touch-Icing
Von den internationalen Regeln abweichend wird beim so genannten „Touch-Icing“ verfahren. Hierbei pfeift der Linienrichter das Spiel erst ab, wenn ein Spieler der verteidigenden Mannschaft den Puck berührt hat. Erreicht ein Spieler der angreifenden Mannschaft den Puck zuerst, geht das Spiel ohne Unterbrechung weiter. Diese Regelabweichung wurde beispielsweise bis zur Saison 2012/13 in der National Hockey League angewandt und sollte zu einem schnelleren Spielablauf führen. Sie ist jedoch umstritten, da vielfach die Ansicht vertreten wird, das Touch-Icing provoziere schwerere Verletzungen. So wird etwa die tödliche Verletzung des damaligen tschechoslowakischen Nationalverteidigers Luděk Čajka 1990 infolge eines Touch-Icings von den Kritikern angeführt.
Aktuell haben fast alle europäischen Profi- und Amateurligen das „Touch-Icing“ abgeschafft. Auch in der National Hockey League (seit 2013) und der American Hockey League gilt die sogenannte Hybrid-Icing-Regel. Hierbei wird durch den Linien-Schiedsrichter (Linesman) entschieden, ob ein angreifender oder verteidigender Spieler die Scheibe zuerst erlaufen kann, maßgebend ist die Distanz zur Scheibe wenn sich der oder die Spieler auf der Höhe der Bullypunkte befinden. Außerdem gelten verschärfte Regeln für Bodychecks in Icing-Situationen.